# Red vial de Cuba
La red vial de Cuba para el transporte automotor tiene una extensión de 52 202 km, de los cuales 17 212 km corresponden a carreteras pavimentadas, para una densidad de 157 m de vías pavimentadas por cada km² de superficie. La red incluye 654 km de autopistas y 400 km de otras vías expresas multicarriles. Cuenta con 3 815 puentes, predominando los de hormigón armado (95%).
Desde el punto de vista legal y de su administración las vías en Cuba se clasifican en:
- De interés nacional: son las autopistas, vías expresas multicarriles, carreteras que vinculan provincias entre sí y las que unen las cabeceras municipales con las  capitales provinciales, los viales a centros turísticos importantes (incluyendo los “pedraplenes” a los cayos), a los aeropuertos, puertos, nudos ferroviarios, centrales azucareros y otros objetivos económicos importantes. Estas vías están bajo la administración del Ministerio del Transporte.
- De interés provincial (de acuerdo a decisión de las Asambleas Provinciales)
- De interés municipal  (de acuerdo a decisión de las Asambleas Municipales)

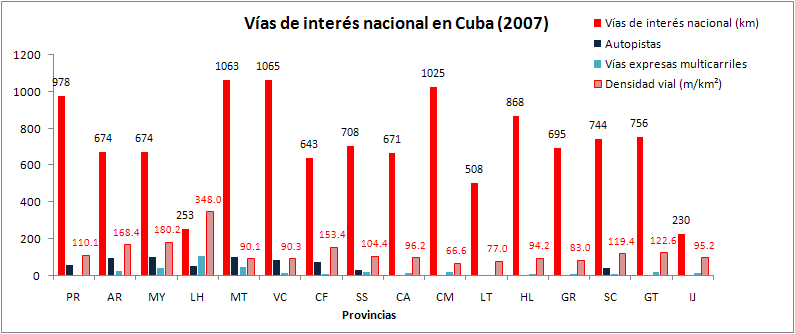
Distribución de la longitud de las vías de interés nacional por provincias, incluyendo autopistas y vías expresas multicarriles

La red de vías de interés nacional tiene una extensión de 11 554 km y se trata casi totalmente de vías pavimentadas (con la excepción de las vías en construcción).  Esta red abarca todas las provincias del país y el Municipio Especial Isla de la Juventud. 

## Principales vías
Las principales carreteras son:
- La Carretera Central (N-1) con una extensión total de 1435 km, construida en 1931, abarca toda las provincias del país, atravesando sus capitales provinciales con la sola excepción de Cienfuegos. Es una vía de dos sendas y un ancho de 6.30 m en zonas rurales.

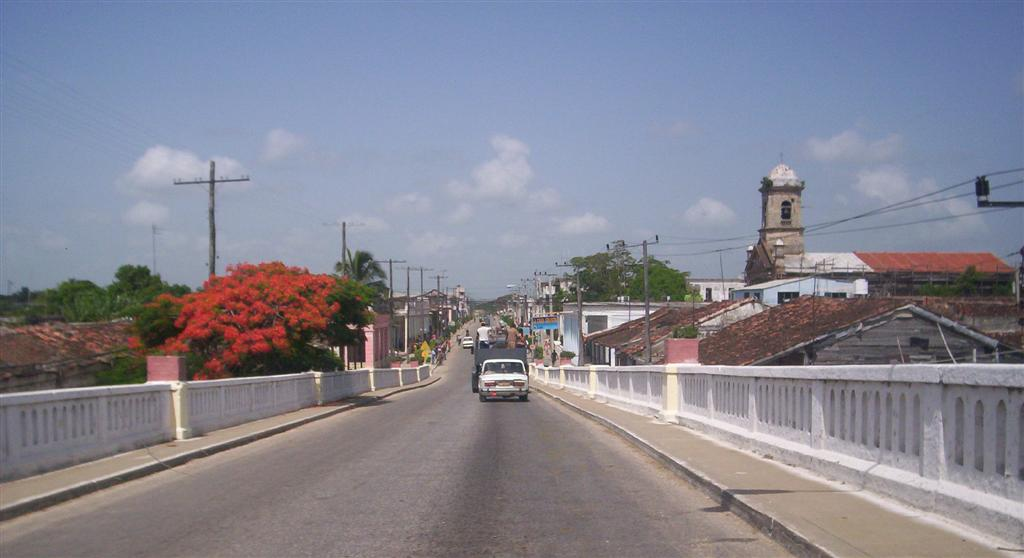
Carretera Central en Santo Domingo, Villa Clara.

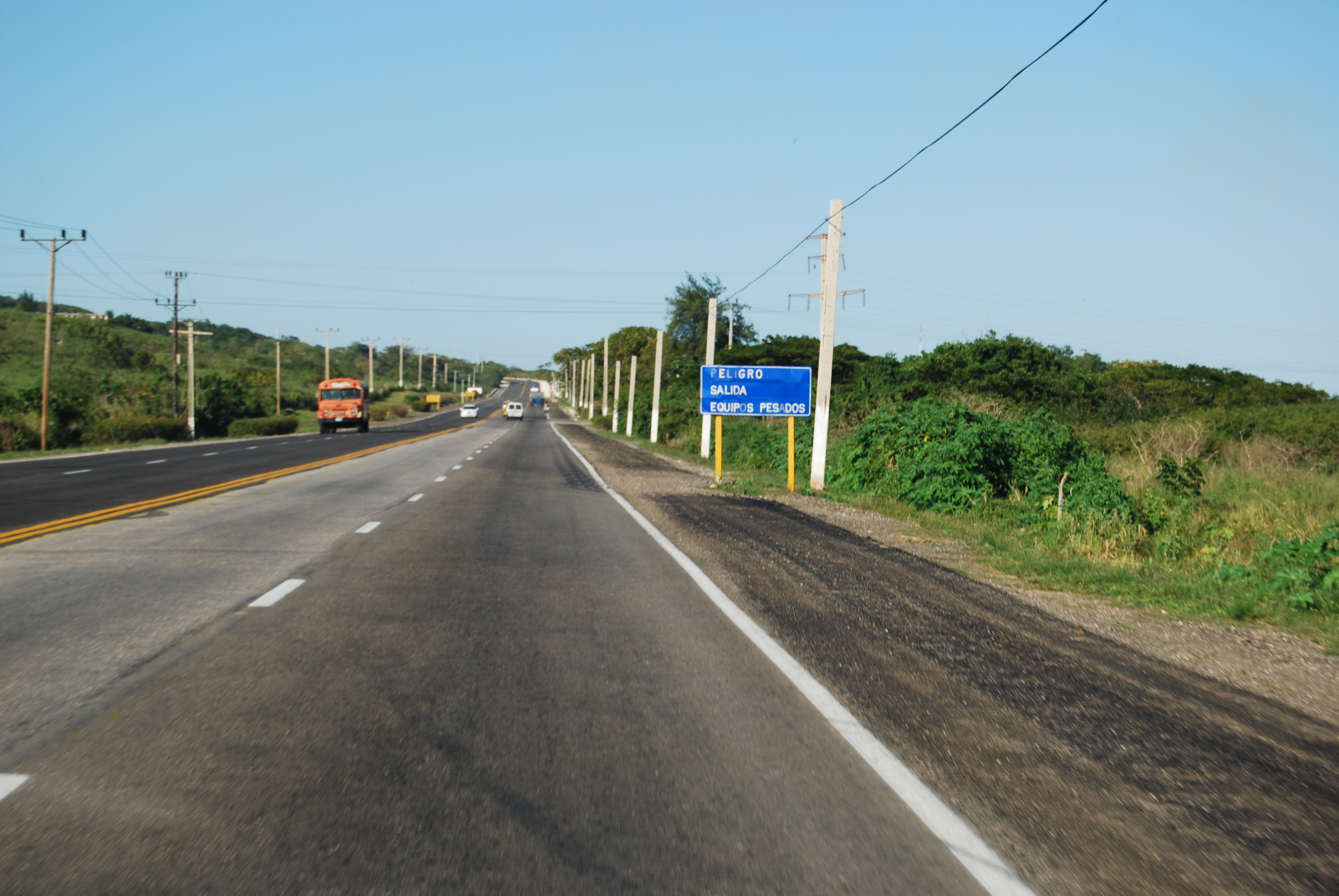
La Vía Blanca entre La Habana y Matanzas

- La Autopista Nacional (A-1 de La Habana hacia el este, A-4 de la capital hacia occidente). Cuenta en total con 597 km transitables y une a La Habana con las ciudades de Santa Clara y Sancti Spiritus hacia el este y con Pinar del Río hacia el oeste. Atraviesa también el territorio de las provincias de Mayabeque, Matanzas y Cienfuegos (hacia el este)) y de Artemisa (hacia el occidente). Otro tramo construido conecta a Palma Soriano con Santiago de Cuba y parcialmente a esta ciudad con Guantánamo. El proyecto inicial abarcaba toda la isla, pero fue detenido en los 90.
- La Vía Blanca, carretera expresa de 4 sendas, con 138 km une La Habana con la ciudad de Matanzas y el polo turístico de Varadero, serpenteando junto a la costa norte. Concluida en 1960. Se considera la primera autopista cubana y es una de las carreteras más transitadas del país.

## Autopistas
| Código | Autopista                           | Ruta                                                              | Longitud                           | Notas |
| ------ | ----------------------------------- | ----------------------------------------------------------------- | ---------------------------------- | --- |
|        | A1 (Autopista Nacional)             | La Habana-Santa Clara-Sancti Spíritus-Santiago de Cuba-Guantánamo | Proyecto 900 km (en operación 448) | Las secciones en operación son: - La Habana-Santa Clara-Sancti Spíritus-Taguasco (354 km) - Palma Soriano-Santiago (53 km) - La Maya-Guantánamo (41 km) |
|        | Primer Anillo de La Habana          | Túnel de La Habana-Marianao                                       | 36 km                              | Incluye la Vía Monumental |
|        | Autopista La Habana - Melena        | La Habana-Melena del Sur                                          | 32 km                              | ... |
|        | A4 (Autopista Nacional Oeste)       | La Habana-Artemisa-Pinar del Río                                  | 156 km                             | Incluye autopista urbana Este-Oeste en el territorio de la ciudad de La Habana.                                                                         |
|        | Vía Blanca                          | La Habana-Matanzas-Varadero-Cárdenas                              | 150 km (138 como autopista)        | Peaje en los accesos a Varadero |
|        | Autopista del Mediodía              | La Habana-San Antonio de los Baños                                | 18 km                              | ... |
|        | Autopista La Habana-Mariel          | La Habana-Mariel                                                  | 26 km                              | Llamada también Carretera Panamericana |
|        | Autopista de la Isla de la Juventud | Nueva Gerona-La Fe                                                | 15 km                              | ... |

## Otros circuitos
Además de estas vías magistrales, otras vías secundarias se conectan formando circuitos longitudinales que constituyen alternativas a la Carretera Central y dan acceso a algunas ciudades de cierta importancia. Unen transversalmente estos circuitos un gran número de vías más cortas en dirección norte-sur. Los principales circuitos son:
- Circuito Norte hacia occidente (245 km): Parte de La Habana y corre junto a la costa norte. Entre La Habana y el puerto de Mariel (34 km ) es una vía autopista de 4 sendas, separador central estrecho e intercambios a dos niveles. Prosigue por la llanura costera del norte de las provincias de Artemisa y Pinar del Río, bordeando la Sierra del Rosario y la Cordillera de los Órganos, por los municipios de Bahía Honda, La Palma, Viñales, hasta Mantua en el extremo occidental de la isla.
- Circuito Norte hacia el Este (732 km). Incluye los 138 km de la Vía Blanca. Después de Varadero alcanza la ciudad de Cárdenas, atraviesa el norte de las provincias de Villa Clara (ciudades de Sagua la Grande, Remedios y Caibarién), Sancti Spiritus (Yaguajay), Ciego de Ávila (Morón), Camagüey (Esmeralda y los accesos a la ciudad portuaria  industrial de Nuevitas) y Las Tunas (Manatí y Puerto Padre), y alcanza la ciudad de Holguín donde se reencuentra con la Carretera Central.
- Circuito Sur-Central (491 km). En una primera etapa parte de la Carretera Central en la ciudad de Artemisa, sigue un rumbo paralelo a la costa sur (municipios de Alquízar y Güira de Melena, entra en el territorio de la Provincia de Mayabeque, atraviesa Batabanó, alcanza los accesos a la ciudad de Güines y sigue por el sur de esta, pasando por San Nicolás de Bari hasta interceptar la Autopista Nacional. Continua paralelamente a esta hasta Nueva Paz donde se separa al norte para transitar por el centro sur de la provincia de Matanzas (Unión de Reyes, Pedro Betancourt, Jagüey Grande y Calimete). Su parte más importante y  transitada es a partir de su intersección con la Autopista Nacional en las inmediaciones de Aguada de Pasajeros (Provincia de Cienfuegos). Desde aquí sigue una dirección sureste hasta alcanzar la propia ciudad de Cienfuegos.  Continua bordeando la costa sur, junto a las montañas del Escambray, llega hasta la ciudad colonial turística de Trinidad y continúa hasta Sancti Spiritus donde se conecta finalmente a la Carretera Central.
- Carretera Las Tunas- Bayamo (73 km). Se puede considerar parte del sistema de la Carretera Central pues acorta su trayecto en 59 km, dejando a un lado a Holguín.
- Circuito Norte de Oriente (245 km). Conecta a Holguín con las  ciudades de Mayarí, Sagua de Tánamo, el polo industrial de Moa, y más adelante alcanza la ciudad de Baracoa en la Provincia de Guantánamo (el trayecto entre Moa y Baracoa no está pavimentado en toda su extensión y sufre de frecuentes interrupciones debido a la abrupta geografía).
- Circuito Guacanayabo-Sur de Oriente (347 km). Formado por la Carretera Bayamo-Manzanillo-Pilón y la Carretera Granma (Pilón-Santiago de Cuba). Primeramente conecta las dos ciudades principales de la Provincia de Granma. A partir de Manzanillo, bordea la costa del Golfo de Guacanayabo (municipios de Campechuela y Medialuna y acceso a Niquero), atraviesa de norte a sur las estribaciones de la Sierra Maestra hasta alcanzar Pilón; continua por el sur de la sierra junto a la costa y da acceso al centro turístico de Marea del Portillo. A partir de aquí se denomina Carretera Granma. Entra en territorio de la Provincia de Santiago de Cuba, atravesando el municipio de Guamá, hasta alcanzar la ciudad de Santiago. La Carretera Granma con 202 km es la obra vial más reciente de esta red (terminada en 1990) y una de las más complejas en Cuba, debido a lo agreste del recorrido. Contiene 81 puentes, entre ellos el más largo del país (860 m) sobre el río Peladero y dos túneles, uno en Cotobelo de 800 m de largo y otro de 500 m en Palma Mocha, en ambos casos, ante la imposibilidad de otras soluciones por lo abrupto de la geografía y la profundidad del mar junto a la costa. Esta obra ha sido seriamente afectada en años recientes por huracanes y se encuentra en reconstrucción en la actualidad.

Forman parte de esta red principal las circunvalaciones a ciudades importantes, que frecuentemente son vías multicarriles. Cuentan con circunvalaciones totales o parciales las ciudades de: La Habana (Vía Monumental-Primer Anillo); Matanzas; Cienfuegos; Santa Clara, Sancti Spiritus, Ciego de Ávila, Camagüey, Las Tunas, Holguín; Bayamo, Manzanillo y Santiago de Cuba. También ciudades secundarias como San Cristóbal; San Antonio de los Baños; Bejucal; Nueva Gerona; Cárdenas, Jagüey Grande; Aguada de Pasajeros; Remedios; Caibarién; Trinidad; Morón; Esmeralda; Nuevitas; Puerto Padre y Mayarí.
Otras carreteras importantes en Cuba son los llamados “pedraplenes”, construidos a partir de los 90, que dan acceso a cayos de la costa norte, convertidos en importantes polos turísticos. Son viales construidos sobre un mar somero, con una base pétrea y puentes a intervalos. Los más importantes son el de Cayo Coco (35 km) y el de Caibarién-Cayo Santa María (48 km).
En la red de interés nacional se incluyen los sistemas de carreteras de montaña en los cuatro grandes macizos montañosos de la isla: en el occidente la Cordillera de Guaniguanico (entre Guane y Artemisa, 337 km), en el Macizo de Guamuhaya o Escambray (enlaces entre Trinidad, Manicaragua, Cumanayagua y Fomento,  233 km), en la Sierra Maestra (340 km) y en el Macizo Nipe-Sagua-Baracoa (Vía Mulata, Sagua-Guantánamo, Maisí,  559 km).